# Jacques-Philippe Saveuse de Beaujeu
Jacques-Philippe Saveuse de Beaujeu fut le cinquième seigneur de Soulanges et le troisième seigneur de Nouvelle-Longueuil.
Né le 20 janvier 1772 à l'île aux Grues, fils de Louis Liénard de Beaujeu et de Geneviève Le Moyne de Longueuil, il obtient les deux seigneuries en héritage de son oncle, Joseph-Dominique-Emmanuel Le Moyne de Longueuil.
Le 19 juin 1832, il meurt des suites du choléra. Il lègue ses seigneuries à son fils, Georges-René Saveuse de Beaujeu.